# 錫爾弗格羅夫 (肯塔基州)
錫爾弗格羅夫（英語：Silver Grove）是一個位於美國肯塔基州坎貝爾縣的城市。

## 地方資料
根據2020年美國人口普查的數據，錫爾弗格羅夫的面積為4.25平方千米，當中陸地面積為2.93平方千米，而水域面積為1.32平方千米。當地共有人口1154人，而人口密度為每平方千米271.53人。